# Enid Yandell
Enid Yandell (Louisville, Kentucky, 6 d'octubre de 1869 - Boston, Massachusetts, 12 de juny de 1934) va ser una escultora estatunidenca de Louisville, Kentucky, que va estudiar amb Auguste Rodin a París, Philip Martiny a Nova York i Frederick William MacMonnies.
Yandell es va especialitzar en retrats de busts i monuments. Va crear retrats, peces de jardí i petites obres, així com monuments públics. La col·lecció d'escultures del Speed Art Museum de la seva ciutat natal inclou un gran nombre de les seves obres en guix. Va contribuir al Pavelló de la Dona a l'Exposició Universal de Chicago de 1893.

## Formació artística
Yandell era la filla gran del Dr. Lunsford Pitts Yandell Jr. i Louise Elliston Yandell, de Louisville, Kentucky. Enid Yandell va completar els estudis de química i art al Hampton College, una escola per a noies de Louisville. Després va assistir a l'Acadèmia d'Art de Cincinnati, on va completar en dos anys un programa de quatre anys, i guanyà una medalla de primer premi en graduar-se, el 1889. Yandell també va aprofitar els aprenentatges amb escultors destacats de l'època, entre els quals Lorado Taft, Philip Martiny i Karl Bitter.

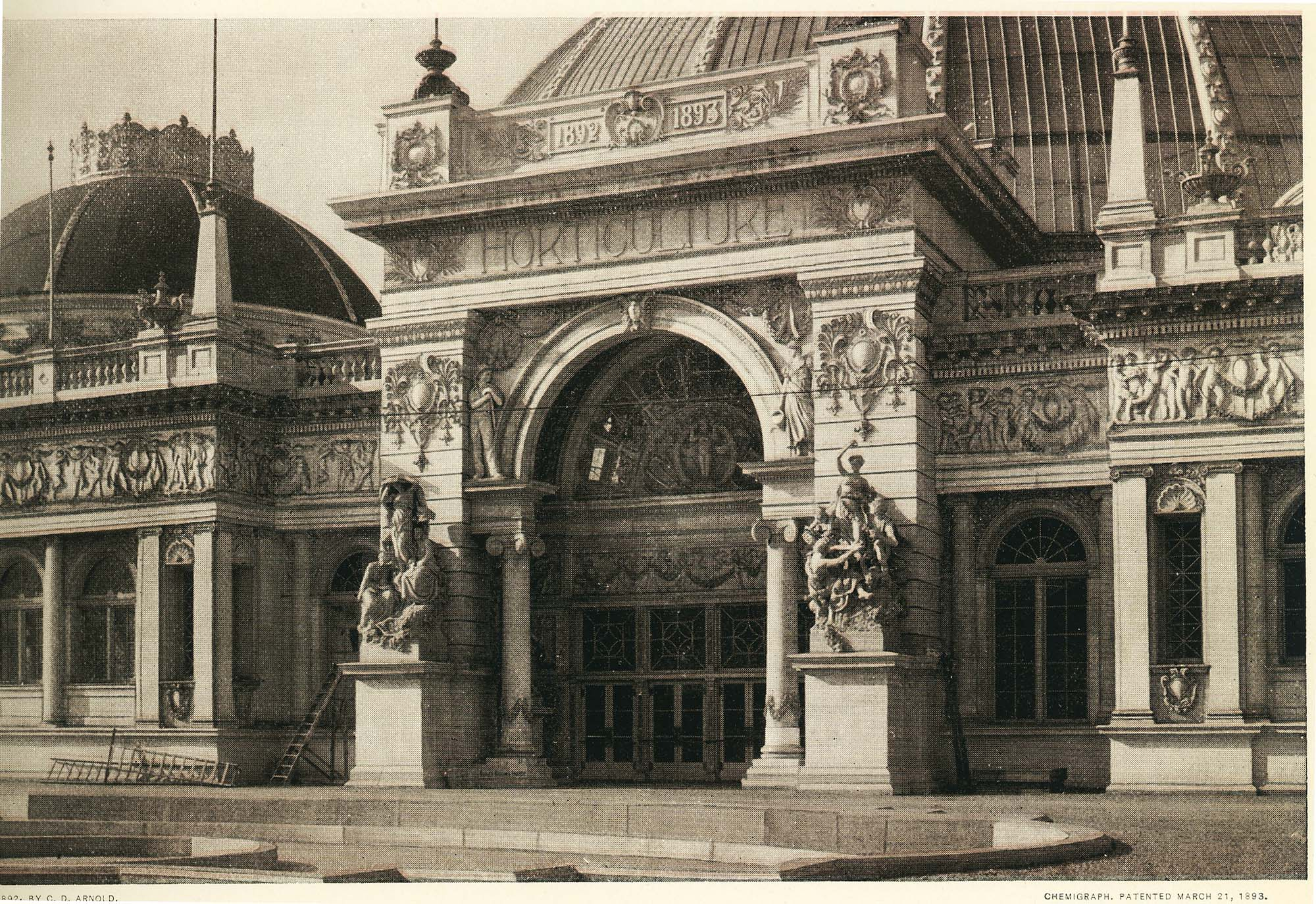
Edifici de l'Horticultura

Yandell va ser una entre altres d'un grup d'escultores conegudes com a Conills blancs, un grup d'alumnes joves convocades i organitzades per l'escultor Lorado Taft per completar les múltiples estàtues i altres guarniments arquitectònics per a l'edifici d'Horticultura a l'Exposició mundial colombina de Chicago del 1893 –l'Exposició Universal per celebrar els 400 anys de l'arribada de Cristòfor Colom al Nou Món. També va dissenyar i esculpir la cariàtide que sostenia el terrat jardí del Pavelló de la Dona. Yandell va coescriure un relat semiautobiogràfic de la seva participació en la planificació de la firaː Three Girls in a Flat (1892).
El 1894, Yandell va anar a París, on va estudiar amb Frederick William MacMonnies i altres instructors a l'Académie Vitti de Montparnasse. També va treballar amb Auguste Rodin. Va tornar tot sovint a París, mantenint-hi un estudi i exposant al Saló de París.
El 1898 Enid Yandell es va convertir en la primera dona membre a unir-se a la National Sculpture Society.
Yandell va morir el 12 de juny de 1934, a Boston, Massachusetts, i està enterrada al cementiri de Cave Hill a Louisville, Kentucky, Secció O, Lot 396.

## Escultura de Daniel Boone

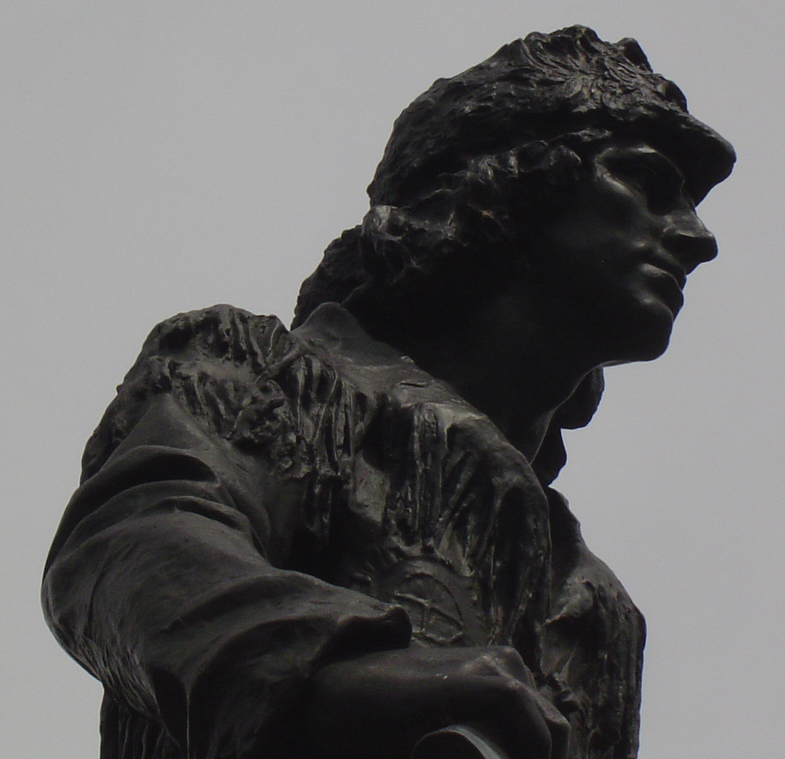
Estàtua de Daniel Boone (detall) al peu de l'Eastern Parkway, a Louisville

Les escultures de Yandell inclouen una estàtua de nou peus de Daniel Boone, que va ser encarregada pel Filson Club de Louisville i exposada a l'exterior de l'edifici de Kentucky a l'Exposició Universal de Chicago de 1893. Yandell va completar un motlle de guix que es va mostrar en diverses exposicions abans que CC Bickel finalment arreglés que l'obra fos en bronze per a la ciutat de Louisville el 1906. L'escultura de Daniel Boone va sobreviure al Super Brot de tornados el 3 d'abril de 1974, i ara es troba a Cherokee Park, Louisville, Kentucky. Una altra fosa de l'estàtua de Boone es va fer el 1967 i es va col·locar al campus de la Universitat de l'Est de Kentucky a Richmond, Kentucky.

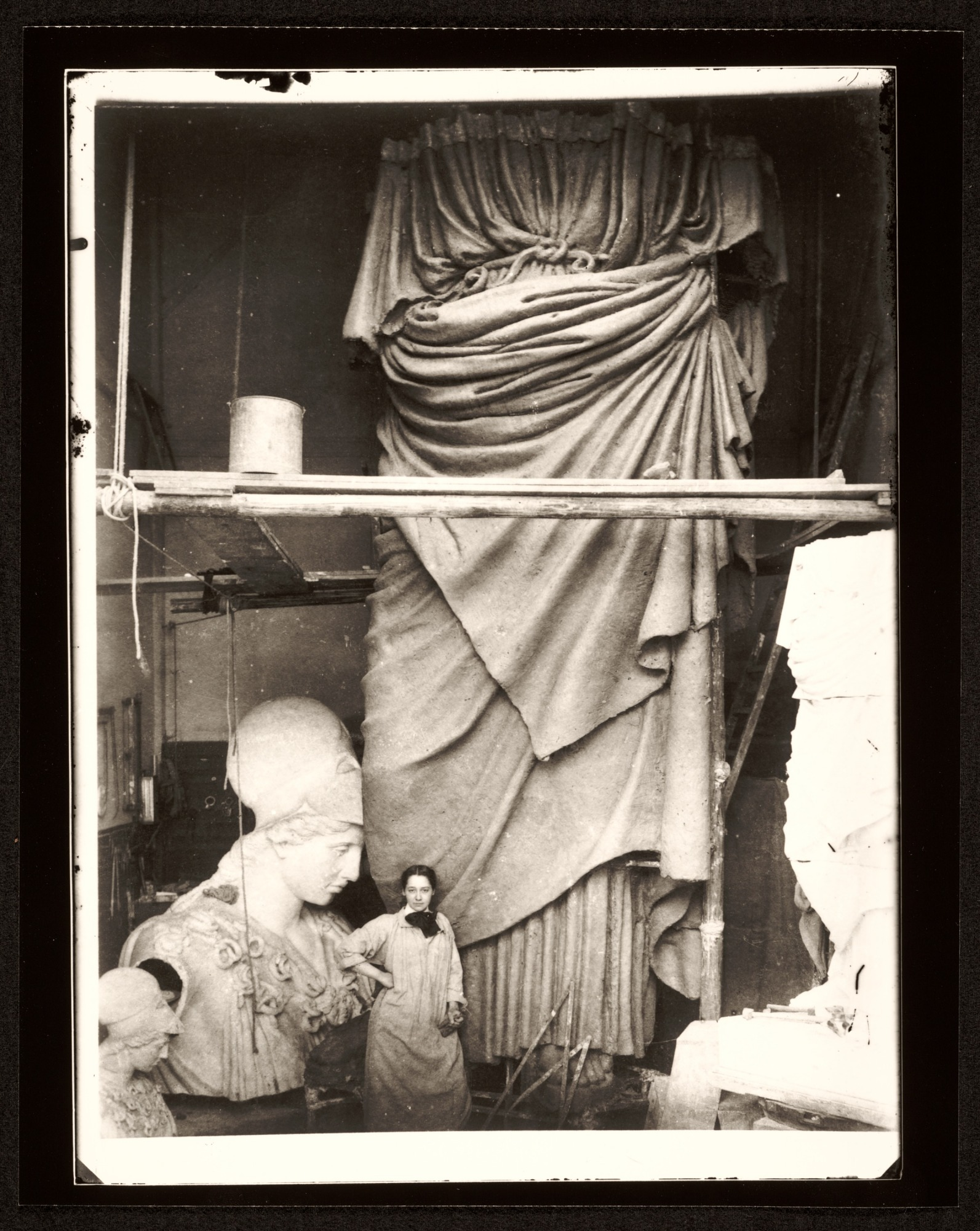
Yandell amb la seva Pallas Athena, 1896

Als 27 anys, Yandell va rebre l'encàrrec de crear una escultura monumental de per a l'Exposició Internacional i del Centenari de Tennessee de 1897. L'escultura grega tenia relació amb el sobrenom de Nashville com L'Atenes del Sud.
Yandell va crear l'estàtua al seu estudi de París. Va basar el disseny en l'Atenea de Velletri, trobada prop de Roma al segle XVIII, que era una còpia d'una estàtua grega antiga. Representava Atenea amb un braç aixecat victoriós i l'altre braç amb el palmell cap amunt en un gest de benvinguda. L'escultura, de 12 metres, es va enviar a Nashville, en trams, amb vaixell. L'estàtua es va muntar a Nashville i es va situar davant l'edifici de Belles Arts de l'exposició, que era una rèplica a mida real del Partenó d'Atenes.
Com altres estàtues de l'exposició, l'Atenea de Yandell es va fer amb un material de construcció no permanent. L'escultura mai va ser fosa en bronze i en un any es va deteriorar a trossos. El Partenó de Nashville es va reconstruir amb materials permanents i encara es manté en peu avui dia. Una estàtua d'Athena completament diferent d'Alan LeQuire, inaugurada el 1990, es troba dins del Partenó de Nashville.

## ElBanc dels Ciclistes
El Banc dels Ciclistes és una altra escultura important de Yandell. També a Louisville, es troba a la intersecció de Third Street i Southern Parkway. L'escultura va formar part d'un esdeveniment cívic de la dècada de 1890 que va dedicar un nou carril-bici des del centre de Louisville fins a Iroquois Park. Una placa històrica situada anteriorment al lloc deia el següent:
Erigit el 1897 per Ky. Div. de la League of American Wheelmen per honorar el pioner del ciclisme AD Ruff (1827–96) d'Owingsville, Ky. El membre més antic de la Lliga havia anat en bicicleta al Parc Nacional de Yellowstone el 1893. Font de marbre i banc de pedra, coneguts per generacions de ciclistes com a Banc dels Ciclistes, dissenyat per la famosa escultora Enid Yandell.
Cycle Carnaval, 1897 - El 8 d'octubre de 1897, una desfilada de 10.000 ciclistes va passar per aquí per celebrar un nou carril-bici al llarg de Southern Parkway. Vista per 50.000 espectadors, la desfilada va començar a Third i Broadway i va acabar a Iroquois Cycle Club. Molts ciclistes anaven disfressats; les dones portaven flors. Cornetes i foc de canons van marcar el progrés de la desfilada. Presentat per The Louisville Bicycle Club - 1997.

## Lluita de la Vida

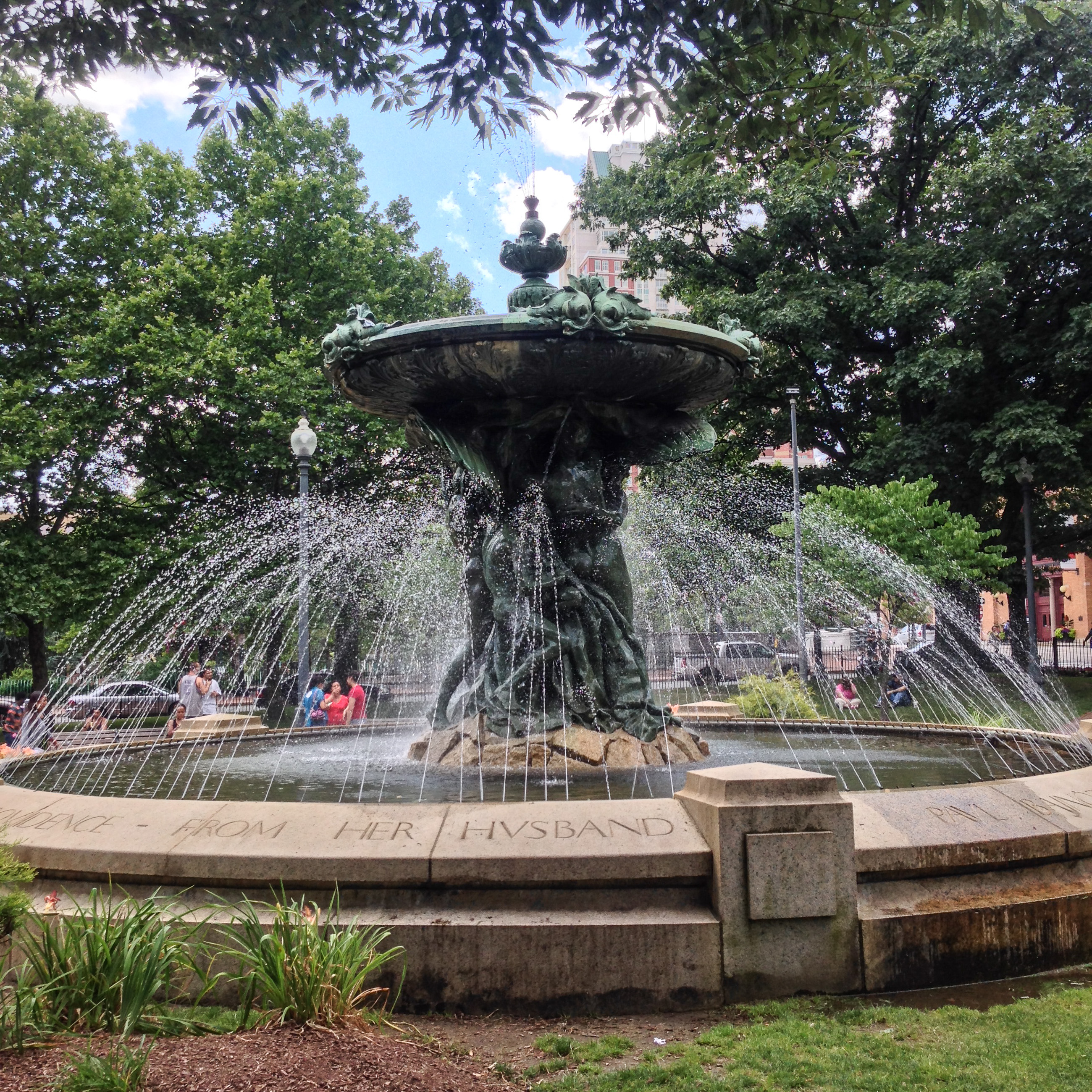
Font de Bajnotti, també conegut com a Lluita de la vida

L'escultura d'Enid Yandell Lluita de la vida va ser encarregada pel diplomàtic italià Paul Bajnotti, de Torí, Itàlia, en memòria de la seva dona Carrie Brown. Dedicat el 1899, el Carrie Brown Memorial (també conegut com la Bajnotti Fountain) es troba al Burnside Park, al centre de Providence, Rhode Island. Va exposar una versió de guix de la font, llavors anomenada Lluita de l'existència, per a l'Exposició Panamericana de 1901 a Buffalo, Nova York. El grup de cinc figures va ser descrit en un article d'una revista contemporània com «la lluita de l'Esperit de la Vida per escapar de la influència obstaculitzadora del Deure, l'Avarícia i la Passió». Yandell va descriure l'escultura com la representació de «l'intent de l'ànima immortal dins nostre d'alliberar-se dels hàndicaps i embolics dels seus entorns terrenals».

## Ninigret

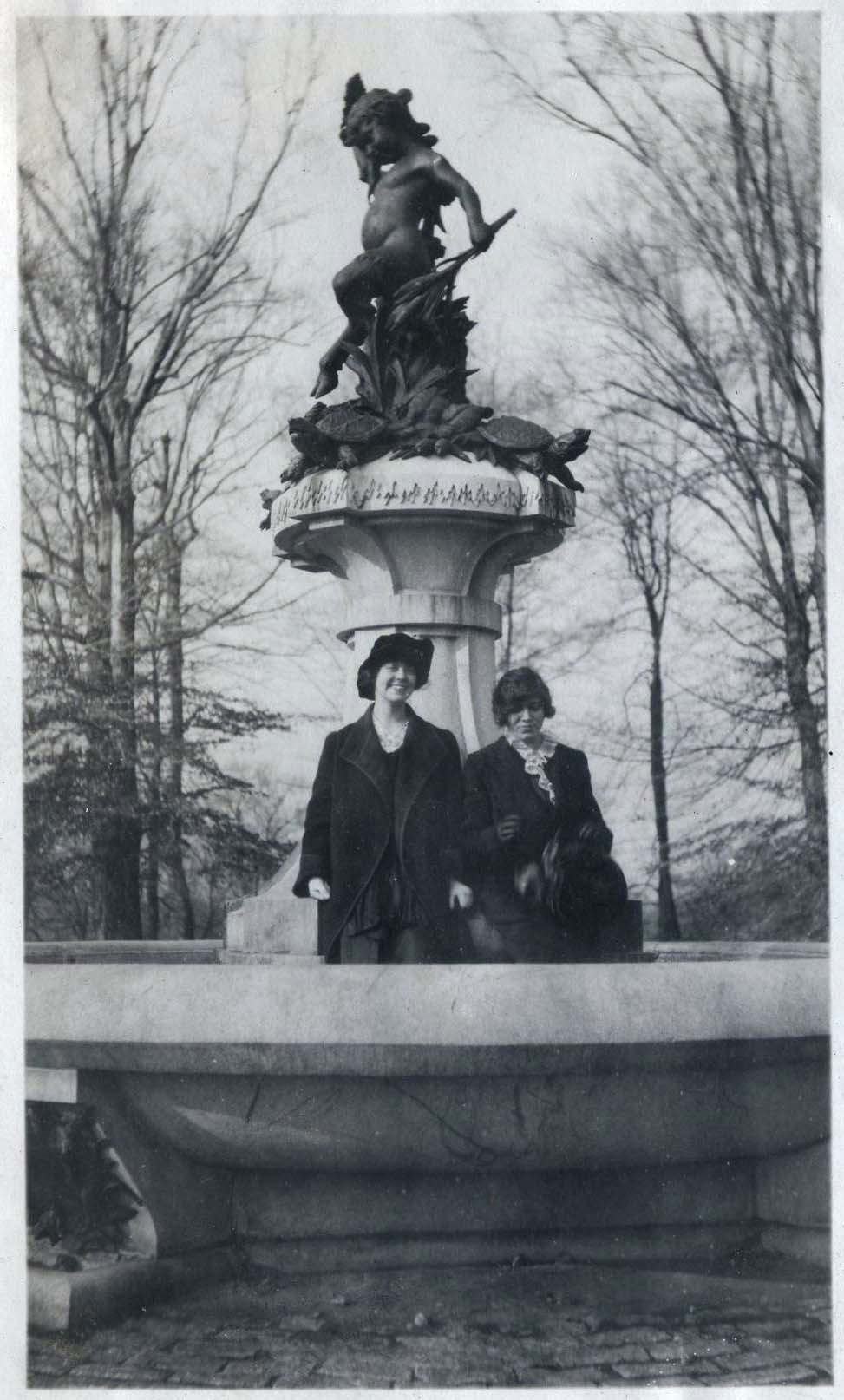
Hogan Fountain. Ca. 1915

Yandell va produir una escultura de Ninigret, un sachem del segle XVII de la tribu Niantic oriental, que es va erigir el 1914 a la ciutat costanera de Watch Hill, Rhode Island. L'escultura va ser encarregada per Frances Canby Griscom (Biddle) en memòria del seu marit, Clement Acton Griscom, un magnat de la navegació del segle XIX. Ninigret és retratat amb un peix a cada mà. L'escultura formava part originàriament d'una font d'aigua per als cavalls del poble: l'aigua fluïa des de la boca dels peixos a un abeurador.
L'estàtua va ser traslladada diverses vegades; durant la dècada de 1950, es va pintar d'or i es va situar davant de la biblioteca. El 2016 l'estàtua es va traslladar a l'extrem nord de Village Park a Bay Street a Watch Hill, davant del port. La font va ser restaurada amb una bomba nova, i per primera vegada en 65 anys tornà a sortir aigua de la boca dels dos peixos que tenia el cap.

## Activisme social

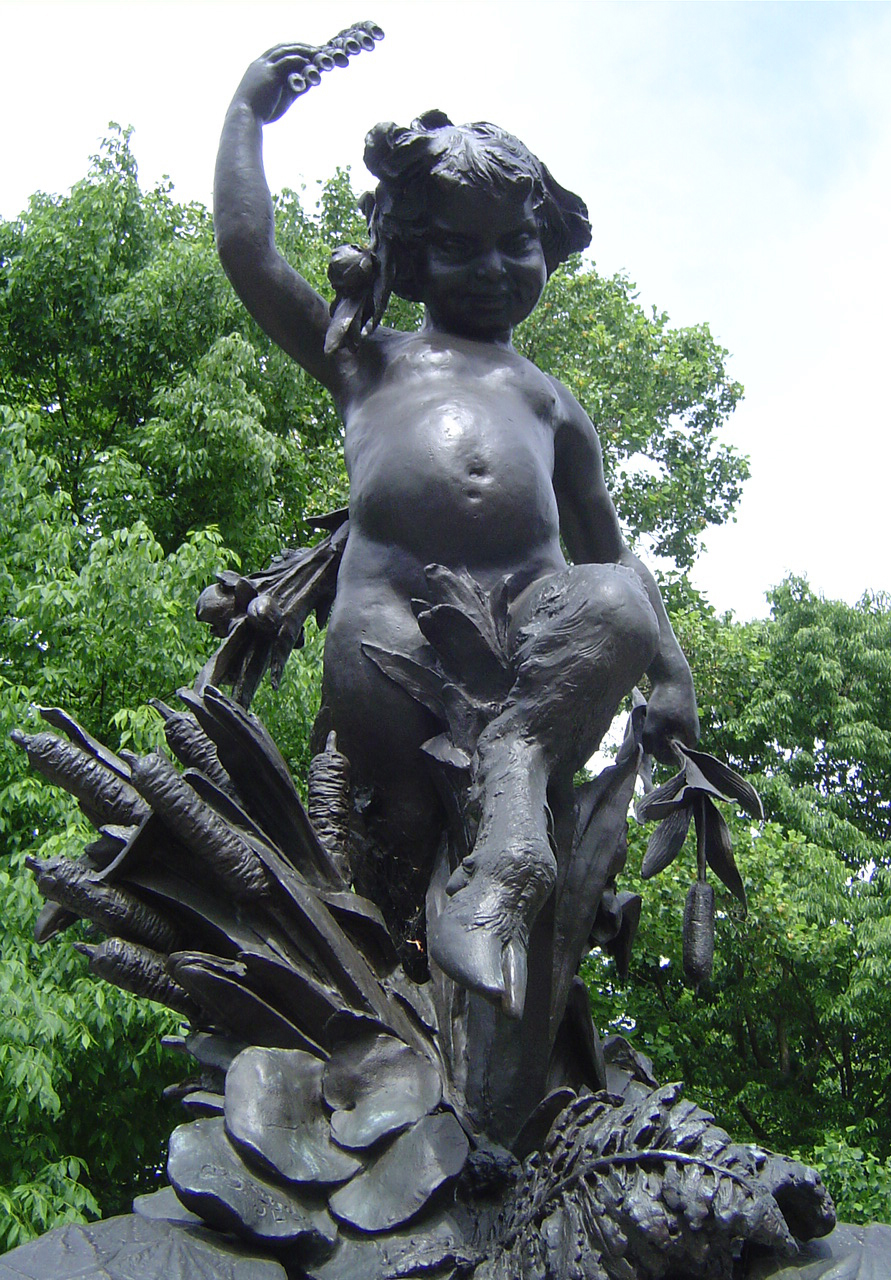
Estàtua de Pan, detall de la Hogan's Fountain (1905) al Cherokee Park de Louisville

Yandell va ser una defensora activa del sufragi femení, oferint el seu art en exposicions per a campanyes de recaptació de fons. També va donar suport a Calvin Coolidge, a Massachusetts, quan es va presentar a un càrrec en una plataforma a favor del sufragi femení a principis dels anys 1900.
Durant la Primera Guerra Mundial, Enid Yandell es va implicar amb la Creu Roja i amb una organització francesa per a la cura dels orfes de guerra, la Société des Orphelins de la Guerre. Després de tornar als Estats Units, va exercir com a directora de l'Oficina de Comunicacions de la Creu Roja Americana a Nova York i com a presidenta del Comitè de Dones per al Consell de Defensa Nacional. Aquestes activitats consumien gairebé tot el seu temps; va abandonar en gran manera la seva feina com a escultora per ajudar els altres.

## Mort
Enid Yandell va morir a Boston i va ser enterrada a Louisville, Kentucky, al cementiri de Cave Hill amb la seva família i al costat de la seva germana Maud. El 2019, el cementiri de Cave Hill s'integrà en la commemoració a tot Louisville del llegat d'Enid Yandell com a escultora, activista social i líder pel sufragi. La col·laboració, coneguda com a Enid Yandell: A Life of Art and Activism, inclogué una sèrie d'institucions i artistes històrics i culturals de Louisville per presentar una mostra exhaustiva de Yandell en el 150è aniversari del seu naixement.